# Trichardis picta
Trichardis picta là một loài ruồi trong họ Asilidae. Trichardis picta được Hermann miêu tả năm 1906. Loài này phân bố ở vùng nhiệt đới châu Phi.